# Crimen de Patraix
El crimen de Patraix hace referencia al asesinato de Antonio Navarro Cerdán, un hombre de 35 años y natural de Novelda (Alicante). El crimen ocurrió en el garaje del número 14 de la calle de Calamocha en el barrio de Patraix (Valencia) el 16 de agosto de 2017.

## Hechos
El cuerpo sin vida del ingeniero Antonio Navarro Cerdán fue hallado boca abajo en un garaje de la calle Calamocha del barrio de Patraix. Descartado el móvil de robo, la policía centró sus investigaciones en el entorno de la víctima. Los agentes del Grupo de Homicidios de la Policía Nacional de Valencia consideraron que el autor o los autores del crimen estuvieron esperándole en el garaje. El 8 de noviembre de 2017 la policía intervino una conversación telefónica entre los dos sospechosos, su viuda, María Jesús Moreno Cantó, también conocida como "Maje" y enfermera de profesión, y uno de sus compañeros de trabajo, Salvador Rodrigo Lapiedra. El 12 de enero de 2018 fueron detenidos bajo la acusación de asesinato.
El 18 de enero se encontró el arma del crimen, tras la declaración del asesino confeso, quien llevó a los agentes al pozo ciego de su finca de Ribarroja, donde habría sido lanzada. El arma, un cuchillo cebollero, había sido comprado en una ferretería de la calle Lérida.
El ingeniero era titular de varios seguros de vida y accidentes, cuyas gestiones de cobro había comenzado la viuda. Ello, junto a la herencia y la pensión de viudedad son los tres indicios que sustentan la hipótesis de móvil económico para el crimen.
Durante el tiempo de prisión provisional de los dos sospechosos y antes de celebrarse el juicio, intentaron, mediante las correspondencia epistolar que sabían que estaba intervenida, hacer creer que el único autor del crimen había sido Salvador Rodrigo.

## Proceso judicial
El juicio se celebró en 2020 en la Audiencia Provincial de Valencia. El tribunal dictó sentencia el 16 de noviembre de 2020. El sentido del fallo fue condenatorio. María Jesús Moreno Cantó fue condenada como autora responsable de un delito consumado de asesinato, con alevosía (artículo 139.1.1ª del Código Penal) con la circunstancia agravante de parentesco (artículo 23 del Código Penal) a la pena de 22 años de prisión. Salvador Rodrigo Lapiedra fue condenado como autor responsable de un delito consumado de asesinato, con alevosía (artículo 139.1.1ª del Código Penal) y con la atenuante analógica de colaboración con la justicia (artículo 21.4ª del Código Penal) a la pena de 17 años de prisión.
La sentencia fue recurrida y la Sala de lo Civil y Penal del Tribunal Superior de Justicia de la Comunidad Valenciana (TSJCV) confirmó íntegramente las condenas de 22 y 17 años de prisión. La Sala de lo Civil y Penal no aprecia la vulneración de derechos fundamentales como la presunción de inocencia, por la influencia de un “juicio paralelo” en el jurado popular, debido a la trascendencia informativa de la vista. Asimismo, la Sala consideró la sentencia de Primera Instancia motivada y ajustada a Derecho.
Desde que ingresaron en prisión en enero de 2018, los condenados permanecieron en el establecimiento penitenciario de Picasent, aunque en mayo de 2023 María Jesús Moreno Cantó fue trasladada a un área especializada en maternidad en la prisión de Fontcalent (Alicante) por haber quedado embarazada en el interior de la cárcel. El 13 de julio de 2023 dio a luz en un hospital público de Alicante, adonde acudió bajo custodia. Meses después del traslado de la rea a Fontcalent, en septiembre de 2023 trascendió la noticia de que se había distanciado de David (nacido en Valencia en 1985, quien fue condenado por el "crimen del Xúquer" y conoció a Maje durante su anterior etapa en la cárcel de Picassent).

## En la cultura popular
El caso fue abordado en dos programas de L'hora fosca, programa emitido en 2021 en el canal autonómico valenciano À Punt. A escala nacional el caso también ha tenido cobertura mediática, siendo tratado en el programa Equipo de investigación en La Sexta.
En 2025 se estrenó en Netflix la película La viuda negra, protagonizada por Ivana Baquero, Tristán Ulloa y Carmen Machi.